# سهیل عربی
سهیل عربی (زاده ۳۰ مرداد ۱۳۶۴) وبلاگ‌نویس ایرانی و زندانی سیاسی سابق است که به اتهام اهانت به مقدسات اسلامی به اعدام محکوم شده بود، این محکومیت بعدتر به هفت سال و شش ماه حبس تعزیری تغییر یافت. وی مدیریت هشت صفحه در شبکه اجتماعی فیس‌بوک را بر عهده داشت. عربی که متأهل و دارای یک فرزند است پس از گذراندن محکومیت خود از زندان آزاد شد.

## دستگیری
عربی در آبان ۱۳۹۲ به همراه همسرش توسط قرارگاه ثارالله سپاه پاسداران دستگیر گردید. همسرش پس از چند ساعت آزاد شد اما وی برای مدت دو ماه در سلول انفرادی نگهداری می‌شد و سپس به بند ۳۵۰ زندان اوین منتقل گردید.
«فرنگیس مظلوم» مادر «سهیل عربی» در روز دوشنبه ۳۱ تیر ۱۳۹۸ توسط یک مأمور زن و ۷ مأمور امنیتی مرد که به خانه آنها مراجعه کرده بودند بازداشت و به نقطه نامعلومی برده شده‌است. علت دستگیری نامعلوم است.
در روز چهارشنبه ۲ مرداد ۱۳۹۸ سازمان گزارشگران بدون مرز با انتشار بیانیه‌ای دستگیری «فرنگیس مظلوم» مادر «سهیل عربی» را محکوم کرد و گفت: «جمهوری اسلامی باید به این آزارگری غیرقانونی پایان دهد.»
۳۰ شهریور ۱۳۹۹ سازمان گزارشگران بدون مرز انتقال سهیل عربی، به سلول انفرادی در زندان رجایی‌شهر به‌دلیل انتشار فایل صوتی و افشای شرایط ناگوار زندانیان در زندان تهران بزرگ را محکوم کرد. سهیل در ۲۸ شهریور «به بهانه انتقال به بهداری» از بند، خارج و به مکان نامعلومی منتقل شد. مادر وی، فرنگیس مظلوم از انتقال وی به سلول‌های انفرادی زندان رجایی خبر می‌دهد.
در ۲۹ مهر ۱۳۹۹ در یک تماس تلفنی با خانواده خود انتقال خود را بعد از ۳۳ روز انفرادی در زندان رجایی، بازداشتگاه اطلاعات سپاه موسوم به بند دو الف زندان اوین خبر داد.

## اعتصاب غذا
- سهیل عربی، در اعتراض به ضرب و شتم فعالان مدنی زندانی آتنا دائمی و گلرخ ایرایی، در بهمن ۱۳۹۶ اعتصاب غذا کرد.[۱۰]
- اسفندماه ۱۳۹۸ سهیل عربی در اعتراض به شرایط نامساعد نگهداری زندانیان در زندان تهران بزرگ و تداوم زندان خود دست به اعتصاب غذا زد. وی علیرغم درد شدید ناشی از «ترومای بلانت» و ایجاد عفونت در بدن، با افت شدید قندخون در خطر جدی قرار گرفت ولی از اعزام به بیمارستان و طی مراحل درمان محروم بود.[۱۱]
- ۷ فروردین ۱۳۹۹ سهیل عربی در پی وعده مسئولان زندان از اعتصاب خود دست کشیده بود ولی به دلیل عملی نشدن وعده‌ها و عدم انتقال وی به بیمارستان، شرایط نامساعد زندان، تداوم حبس و عدم اعزام به مرخصی، در ۱۶ فروردین مجدداً دست به اعتصاب زد.[۱۲]

## اتهامات و محکومیت صادره
سهیل عربی، در دادگاه تجدید نظر، به ۹۰ ماه زندان و دو سال تحقیقات مذهبی برای اثبات پشیمانی و نجات از حکم اعدام محکوم شد. او می‌بایست ضمن گذراندن هفت سال و نیم زندان، برای حذف مجازات اعدام و اثبات ندامت خود، باید ۱۳ جلد کتاب در حوزه دین‌شناسی، مذهب‌شناسی و رفع شبهات دینی بخواند. در مرحله دوم باید از هر کتاب ۵ تا ۱۰ صفحه خلاصه تهیه کند. او همچنین در تماس با مؤسسه «در راه حق» و «پژوهشکده امام خمینی» باید پاسخ شبهات خود را بگیرد و پرسش و پاسخ‌ها را به صورت مکتوب به دادگاه ارائه کند. او همچنین باید مقاله‌ای با موضوع دین یا مذهب‌شناسی تهیه و برای نوشتن آن به ۵ تا ۱۰ کتاب رجوع کند. او باید طی دو سال و هر سه ماه یک بار گزارش تحقیقات خود را به دادگاه ارائه کند تا پس از اثبات پشیمانی اش برای دادگاه و تغییر در رفتارش از مجازات اعدام نجات یابد.

### اتهامات
اتهامات وی سب‌النبی و اهانت به امامان شیعه و همچنین سید علی خامنه‌ای و احمد جنتی و غلامعلی حداد عادل است. در پی این اتهامات عربی به اعدام محکوم گردید و حکم وی در روز ۴ آذر ۱۳۹۳ در دیوان عالی کشور به تأیید رسید.
در حالی که رسانه‌های حکومتی، به سهیل اتهام تجاوز به «عنف» می‌زنند، سایت سحام نیوز متن دادنامه «سهیل عربی» را برای نخستین بار منتشر می‌کند و اعلام می‌کند مطابق نص صریح حکم دادگاه، اعدام سهیل عربی نه به خاطر تجاوز به عنف، بلکه به خاطر اتهام دیگری که «سب النبی» خوانده شده، می‌باشد.

### موارد نقض حقوق بشر در پرونده
آذر ماه ۱۳۹۳، سازمان حقوق بشری «عدالت برای ایران» طی یک گزارش تفصیلی به ارائه موارد نقض حقوق بشر در پرونده سهیل عربی پرداخته‌است. بر اساس این گزارش؛
- نقض اصل منع بازداشت خودسرانه با دستگیری بدون ارائه حکم
- نقض اصل ممنوعیت شکنجه با اخذ اقرار تحت فشار روحی و تهدید
- نقض اصول دادرسی منصفانه به دلیل عدم دسترسی به مشاوره حقوقی و محرومیت از ملاقات با وکلا
- نقض حق آزادی بیان و حق حیات به دلیل حکم اعدام به دلیل پست‌های فیس‌بوکی
- نقض حقوق شهروندی با ممانعت از تماس و ملاقات با خانواده

از جمله این موارد می‌باشد.

## واکنش‌ها
- گزارشگران بدون مرز، روز چهارشنبه ۲۶ آبان ۱۴۰۰، تبعید سهیل عربی را محکوم کرد و خواستار آزادی این زندانی عقیدتی شد. نماینده گزارشگران بدون مرز، جمهوری اسلامی ایران را «یکی از سرکوبگرترین کشورهای جهان» نامید که «نه‌تنها به بازداشت‌های خودسرانه و محکوم کردن در دادگاه‌های ناعادلانه بسنده نمی‌کند، که شهروندان ایران را با مجازات‌های تکمیلی محروم از حقوق خود و محکوم به سکوت همیشگی می‌کند».[۱۶]